# Vasílis Konstantínou
Pour les articles homonymes, voir Konstantínou.
Vasílis Konstantínou (en grec : Βασίλης Κωνσταντίνου) est né en 1947 à Maroússi (Attique). C'est un joueur de football international grec.

## Carrière

### Clubs
Konstantínou est formé au Pana à l'âge de 15 ans et intègre l'équipe pro à 17 ans. Sa première saison chez les pro se termine par un titre de champion de Grèce. À ce moment, il est la doublure de Tákis Ikonomópoulos mais il a su être présent en remplissant parfaitement sa tache lors de la demi-finale de la Coupe des clubs champions européens 1970-1971 qui a propulsé le Pana en finale. Vasílis deviendra par la suite gardien de l'équipe première, un poste qu'il ne quittera plus jusqu'à la saison 1983.
Konstantínou sera des sélectionné pour l'Euro 1980 où il jouera deux matchs sur trois ; la Grèce sera éliminé dès le premier tour.
Il quittera le club de son cœur après la saison 1983-1984 et fera deux saisons à l'OFI Crète avant de prendre sa retraite.

### International
Durant sa carrière, Vasílis joue 28 matchs sous le maillot grec, il totalise :
- 7 matchs de qualification pour une Coupe du monde
- 5 matchs de qualifications pour l'Euro
- 2 matchs de l'Euro (Euro 1980)
- 14 matchs amicaux

## Palmarès
- Championnat de Grèce de football : 1964-1965; 1968-1969; 1969-1970; 1971-1972; 1976-1977; 1983-1984 (6 fois)
- Coupe de Grèce de football : 1966-1967; 1968-1969; 1976-1977; 1981-1982; 1983-1984 (5 fois)
- Finaliste de la Ligue des Champions : 1970-1971
- Coupe des Balkans des clubs : 1978
- Coupe intercontinentale : 1971